# Polymorphus fatimaae
Polymorphus fatimaae es una especie de acantocéfalo del género Polymorphus, familia Polymorphidae. Fue descrita por Khan, Dharejo, Birmani y Bilqees en 2008. Se encuentra en Hyderabad, Pakistán. Si bien se la suele considerar dentro de Polymorphus, su pertenencia es incierta (Incertae sedis).